# David Schröder
David Schröder (Leipzig, 28 de abril de 1985) es un deportista alemán que compite en piragüismo en la modalidad de eslalon. Ganó 2 medallas en el Campeonato Mundial de Piragüismo en Eslalon, plata en 2009 y bronce en 2010, ambas en la prueba de C2 por equipos, y 8 medallas en el Campeonato Europeo de Piragüismo en Eslalon entre los años 2006 y 2018.

## Palmarés internacional
| Campeonato Mundial | Campeonato Mundial               | Campeonato Mundial | Campeonato Mundial |
| Año                | Lugar                            | Medalla            | Competición        |
| ------------------ | -------------------------------- | ------------------ | ------------------ |
| 2009               | Seo de Urgel (España)            | Medalla de plata   | C2 por equipos     |
| 2010               | Liubliana (Eslovenia)            | Medalla de bronce  | C2 por equipos     |
| Campeonato Europeo |                                  |                    |                    |
| Año                | Lugar                            | Medalla            | Competición        |
| 2006               | L'Argentière-la-Bessée (Francia) | Medalla de oro     | C2 por equipos     |
| 2007               | Liptovský Mikuláš (Eslovaquia)   | Medalla de oro     | C2 por equipos     |
| 2008               | Cracovia (Polonia)               | Medalla de oro     | C2 por equipos     |
| 2011               | Seo de Urgel (España)            | Medalla de plata   | C2 por equipos     |
| 2012               | Augsburgo (Alemania)             | Medalla de bronce  | C2 por equipos     |
| 2016               | Liptovský Mikuláš (Eslovaquia)   | Medalla de bronce  | C2 individual      |
| 2016               | Liptovský Mikuláš (Eslovaquia)   | Medalla de bronce  | C2 por equipos     |
| 2018               | Praga (República Checa)          | Medalla de oro     | C2 por equipos     |